# Delfina di Signe
Delfina di Signe, nota anche come Delfina di Sabran (Puimichel, 1285 circa – Apt, 26 novembre 1360), è stata una nobildonna francese.
Era figlia Guglielmo, signore di Signes, e di Delfina di Barras. Fuori dal matrimonio il padre aveva avuto due figlie: Alayette e Sibilla.

## Biografia
Rimasta presto orfana di entrambi i genitori, Delfina venne mandata nel convento agostiniano di Santa Caterina a Bauduen. Qui si trovava anche una zia, certa suor Cecilia, che ebbe molta influenza sulle future scelte di Delfina.
Compiuti i tredici anni, gli zii la ripresero con loro poiché la volevano maritare. Carlo II d'Angiò desiderava darla in sposa a Elzearo da Sabrano, appartenente alla famiglia provenzale dei de Sabran, signori della contea di Ariano. Delfina inizialmente rifiutò, sostenendo di volersi dedicare a Dio e questo atteggiamento provocò le ire degli zii, che temevano a loro volta le ire di Carlo d'Angiò, che avrebbe potuto interpretare la motivazione come una scusa per rifiutare il matrimonio con Elzearo. Convinta da un frate francescano, chiamato dagli zii a persuadere la nipote, accettò di fidanzarsi con Elzearo.
Il 5 febbraio 1300 venne celebrato ad Avignone il matrimonio tra lei ed Elzearo. Rifiutatasi di adempiere ai doveri coniugali, convinse il marito a convivere come "fratello e sorella". Entrambi i coniugi quindi fecero voto di castità perpetua e decisero di dedicare la loro vita ad opere di pietà. Passati nel castello di Puy-Michel, entrarono a far parte del Terz'Ordine di San Francesco oggi chiamato Ordine Francescano Secolare.
Durante un periodo di assenza del marito, inviato alla corte di Francia per proporre una sposa per il duca di Calabria, Delfina, immersa in preghiera, ebbe una visione: tutta la famiglia del marito era vestita di nero. Da ciò capì che il marito era deceduto, fatto che le fu confermato qualche tempo dopo.
Dopo che il marito le era apparso in sogno a Cabrières dicendole: "Il nostro vincolo si è spezzato; ne siamo liberi", Delfina decise di vendere tutto quello che possedeva per darne il ricavato ai poveri. Intanto la seconda moglie di Roberto d'Angiò, Sancha, le chiese di raggiungerla a Napoli e farle da dama di compagnia, incarico che Delfina accettò e svolse per alcuni anni. A Napoli fece il voto di povertà assoluta. Convocati i famigliari disse loro: «Se, per amore di Dio, vi piacesse tenermi con voi, insieme a mia sorella monaca, e procurarci le cose necessarie alla vita come fareste con due donne povere qualsiasi, spero che Dio vi compenserà... E voglio che d'ora in poi non mi consideriate più come la vostra signora, ma solo come vostra compagna e come una semplice pellegrina che avete ospitato in nome di Cristo». A Napoli Delfina condivise con la regina Sancha le sue idee di dedicazione ai poveri, sotto l'influenza del fratello di quest'ultima, Filippo di Maiorca, terziario francescano.
Rientrata in Provenza, fece vita ritirata e umile. Nel 1345 si ritirò ad Apt, dove mendicava per i poveri. Nel 1355 si trasferì a Cabrières-d'Aigues, paese natale del marito.
Rientrata poi ad Apt, decedette nel 1360, quando il marito era già stato canonizzato (ancorché non ufficialmente). Il suo corpo fu inumato nella chiesa dei francescani di Apt, accanto alla salma del marito.

## Culto
Nel 1363 ebbe inizio il processo di canonizzazione di Delfina. Testimoni interpellati, riferirono numerosi miracoli accaduti poco dopo la sua morte.
Un certo Stefano Martino, che non poteva camminare senza le grucce, entrò nella chiesa e ne uscì guarito, il 26 novembre, il giorno stesso della morte di Delfina; il giorno dopo il procuratore di Apt, Raybaud de Saint-Mitre, che aveva deciso di offrire un pasto ai poveri nella casa della contessa, si trovò di fronte alla necessità di nutrire molte più persone di quanto avesse previsto. Infatti si presentarono più di duecento persone, il triplo di quanti avrebbero potuto essere sfamati con i cinque litri di piselli che erano stati preparati; tuttavia, al termine del pasto, tutti i convenuti furono sazi e avanzò ancora una marmitta completa di piselli.
Incaricati dell'indagine furono l'arcivescovo di Aix-en-Provence, i vescovi di Vaison e di Sisteron. Una seduta solenne nella cattedrale riunì tutta la folla, che approvò il processo e dichiarò la santità della contessa d'Ariano e il testo fu consegnato a papa Urbano V nell'ottobre di quell'anno.
Tuttavia, le vicende della sede pontificia che seguirono, con Urbano V ad Avignone, poi trasferitosi a Roma e quindi nuovamente ad Avignone, con il successivo Scisma d'Occidente che ebbe termine solo nel 1417, impedirono la conclusione del processo di canonizzazione, che fu dimenticato e Delfina rimase solamente beata.
La sua memoria liturgica cade il 26 novembre.